# Elive
Elive ("Enlightenment live") este o distribuție GNU/Linux bazată pe Debian. Elive utilizează interfața grafică Enlightenment în loc de GNOME sau KDE. Elive este o distribuție complet funcțională ce se prezintă sub forma unui Live CD care permite utilizatorului să testeze sistemul de operare înainte de o eventuală instalare.
Elive poate fi folosit precum orice alt Live CD sau poate fi instalat pe hard disc pentru a experimenta o funcționalitate completă. Elive folosește UnionFS, care permite utilizatorului să instaleze pachete software prin Synaptic Package Manager și/sau APT, chiar dacă sistemul este rulat de pe Live CD. 

## Funcționalități
Administrarea Elive este centralizată către aplicația esențială Elpanel, dezvoltată special pentru a fi utilizată pentru Elive. Elpanel este o aplicație de administrare animată, dezvoltată cu ajutorul Edje.
Elpanel este un launchpad virtual către diverse alte aplicații de administrare integrate în Elpanel prin pictograme personalizate și etichetate.

Animaţie din interfaţa Elpanel

Elive utilizează browserul Iceweasel și clientul de mail Icedovecu extensii preconfigurate GnuPG pentru criptare și semnare digitală a emailurilor. Aceste instrumente permit utilizatorului să  semneze digital, cripteze și decripteze corespondența cu un minimum de efort.
Elive oferă suport pentru multimedia, prin diferite codecuri audio și video. 
Aceasta este o scurtă listă de aplicații esențiale multimedia preinstalate și preconfigurate care însoțesc distribuția Elive: XMMS, Mplayer, Oxine, Stream Tuner, ReSound, GtkPod, GIMP, Blender.
Un Live USB cu Elive poate fi creat manual sau cu UNetbootin.

## Probleme depășite în dezvoltarea Elive
Dezvoltatorii Elive au solicitat o taxă (prin PayPal) de 15$ sau mai mult pentru a descărca CD-ul live. Ca o alternativă, utilizatorii au putut solicita „coduri de invitație” gratuite și de unică folosință prin scrierea de eseuri și/sau articole promoționale în favoarea Elive, provocând spam pe diferite site-uri comerciale. Licența „Creative Commons Attribution-NonCommercial-ShareAlike 2.0” nu părea să interzică în mod special redistribuirea. În ziua de astăzi (2010), Elive este liber pentru a fi descărcat, însă nu și pentru instalare. Orice utilizator poate descărca și rula sistemul Elive ca și live CD fără a se percepe vreo taxă, dar pentru a instala sistemul de operare utilizatorul trebuie să doneze suma menționată anterior sau procesele alternative descrise. 
Ozos, OpenGEU și MoonOS folosesc de asemenea interfața desktop Elive, dar, spre deosebire de Elive, sunt gratuite pentru a fi rulate și instalate. Acestea folosesc un proces de instalare foarte simplu și similar celui utilizat pentru Ubuntu și Linux Mint.

## Istoria Elive și procesul de dezvoltare
Versiunea 0.6 lasă la alegerea utilizatorului versiunea de interfață grafică, între Enlightenment 0.16 (stable) sau 0.17 (development release). Acesta a reprezentat  o foarte bună metodă pentru a observa ultima versiune a acestui revoluționar mediu grafic.
La versiunea anterioară, 0.5, Elive a fost construit pe baza distribuției Morphix, dar cea nouă utilizează Dsslive framework.

## Versiuni
- 0.1: Versiunea inițială Beta, denumită Elive, după ce inițial a fost denumită Tezcatlipotix. Aceasta a fost bazată pe Knoppix, dar considerată instabilă, dar funcțională.
- 0.2: Unele erori au fost fixate după rapoarte ale experiențelor utilizatorilor, dar ELive a fost considerată încă o versiune instabilă și „lucrabilă”.
- 0.3: Prima versiune stabilă iar baza a fost schimbată de la Knoppix către Morphix
- 0.4: Denumită 'Serenity'; momentul în care Elive a migrat de la Morphix către DSS (Debian Script Set)
- 0.4.2: A doua versiune a lui 'Serenity', cu revizii majore și un mai bun suport pentru plăcile video ATI
- 0.5: Versiunea „Elive Revolution”
- 0.6: A doua versiune a lui „Elive Revolution” denumită „Revolution+”
- 1.0: Versiunea „The Luxurious Elive Gem”
- 1.9-25: Prima versiune de  Elive care folosea Compiz (ecomorph)
- 2.0: Lansarea versiunii stabile „Elive Topaz”

## Cerințe hardware
Cerințele minime de hardware pentru a putea utiliza Elive sunt:
- 100 MHz CPU
- 64 MB RAM
- Cel puțin 3 GB de spațiu pe HDD (pentru instalare completă, fără swap)
- Placă video compatibilă VGA și capabilă de rezoluția minimă de 640x480
- Unitate CD-ROM sau BIOS capabil de boot via USB.

Cerințele recomadate de hardware sunt:
- 300 MHz CPU
- 128 Mb RAM
- Minim 3.5 GB spațiu pe HDD (pentru instalare completă + spațiu swap)
- Placă video compatibilă VGA și capabilă de o rezoluție de minim 800x600
- Unitate de CD-ROM sau BIOS capabil de boot via USB.

## Liunkuri externe
- Elive home page
- Linux Magazine article on Elive Arhivat în 3 octombrie 2008, la Wayback Machine.
- DistroWatch.com Feature
- Softpedia.com Review
- Distrocenter.linux.com Review[nefuncțională]
- Tuxmachines.org Review